# 慶奊
庆奊（？—前545年），中国春秋时期齐国大夫，庆氏。 
前545年十一月初七日，在太公庙秋祭，庆舍到太庙主持祭祀。庆婴为祭尸，庆奊为上献。卢蒲癸、王何手拿寝戈，栾氏、高氏、陈氏、鲍氏的徒兵穿上了庆氏的皮甲。子尾用槌子在门上敲三下，卢蒲癸在后边刺庆舍，王何用戈猛击庆舍，打下了庆舍的左肩。庆舍还攀着庙宇的椽子，震动了栋梁，向人扔去俎和壶，杀死人后才死去。卢蒲癸等人就杀死了庆绳、麻婴。庆封逃亡鲁国。